# Stu Jackson
Stuart Wayne Jackson, detto Stu (Reading, 11 dicembre 1955), è un ex cestista, allenatore di pallacanestro e dirigente sportivo statunitense, professionista nella NBA.